# Atletismo nos Jogos Pan-Americanos de 1987 - 200 m feminino
As provas dos 200 m masculino nos Jogos Pan-Americanos de 1987 foram realizadas em 12, 14 e 15 de agosto em Indianápolis, Estados Unidos.

## Medalhistas
| Ouro                             | Prata                           | Bronze                    |
| Gwen Torrence USA Estados Unidos | Randy Givens USA Estados Unidos | Pauline Davis BAH Bahamas |

## Resultados

### Eliminatórias
| Posição | Eliminatória | Nome             | Nacionalidade                | Tempo | Notas |
| ------- | ------------ | ---------------- | ---------------------------- | ----- | ----- |
| 1       | 1            | Gwen Torrence    | USA Estados Unidos           | 23.10 | Q     |
| 2       | 1            | Angela Phipps    | CAN Canadá                   | 23.58 | Q     |
| 3       | 1            | Esther Petitón   | CUB Cuba                     | 23.82 | Q     |
| 4       | 1            | Yolande Straughn | BAR Barbados                 | 24.37 | Q     |
| 1       | 2            | Pauline Davis    | BAH Bahamas                  | 23.29 | Q     |
| 2       | 2            | Vivienne Spence  | JAM Jamaica                  | 23.74 | Q     |
| 3       | 2            | Claudia Acerenza | URU Uruguai                  | 24.21 | Q     |
| 4       | 2            | Sheila Santos    | BRA Brasil                   | 24.42 | Q     |
| 1       | 3            | Randy Givens     | USA Estados Unidos           | 23.40 | Q     |
| 2       | 3            | Amparo Caicedo   | COL Colômbia                 | 24.19 | Q     |
| 3       | 3            | Ruth Morris      | ISV Ilhas Virgens Americanas | 24.98 | Q     |
| 4       | 3            | Cleide Amaral    | BRA Brasil                   | 25.10 | Q     |

### Semifinais
| Posição | Eliminatória | Nome              | Nacionalidade      | Tempo | Notas |
| ------- | ------------ | ----------------- | ------------------ | ----- | ----- |
| 1       | 1            | Gwen Torrence     | USA Estados Unidos | 22.78 | Q     |
| 2       | 1            | Angela Phipps     | CAN Canadá         | 23.28 | Q     |
| 3       | 1            | Vivienne Spence   | JAM Jamaica        | 23.65 | Q     |
| 4       | 1            | Susana Armenteros | CUB Cuba           | 23.98 | Q     |
| 1       | 2            | Randy Givens      | USA Estados Unidos | 23.00 | Q     |
| 2       | 2            | Pauline Davis     | BAH Bahamas        | 23.02 | Q     |
| 3       | 2            | Esther Petitón    | CUB Cuba           | 23.55 | Q     |
| 4       | 2            | Yolande Straughn  | BAR Barbados       | 24.02 | Q     |
| ?       | ?            | Claudia Acerenza  | URU Uruguai        | 24.12 | NR    |

### Final
Vento: +2.2 m/s
| Posição           | Raia | Nome              | Nacionalidade      | Tempo | Notas |
| ----------------- | ---- | ----------------- | ------------------ | ----- | ----- |
| Medalha de ouro   | 5    | Gwen Torrence     | USA Estados Unidos | 22.52 |       |
| Medalha de prata  | 4    | Randy Givens      | USA Estados Unidos | 22.71 |       |
| Medalha de bronze | 3    | Pauline Davis     | BAH Bahamas        | 22.99 |       |
| 4                 | 6    | Angela Phipps     | CAN Canadá         | 23.22 |       |
| 5                 | 7    | Vivienne Spence   | JAM Jamaica        | 23.59 |       |
| 6                 | 8    | Esther Petitón    | CUB Cuba           | 23.67 |       |
| 7                 | 1    | Susana Armenteros | CUB Cuba           | 23.81 |       |
| 8                 | 2    | Yolande Straughn  | BAR Barbados       | 24.16 |       |